# Дэне, Йохан
Йохан Дэне (нидерл. Johan Daisne, 2 сентября 1912, Гент, Бельгия – 9 августа 1978, Гент, Бельгия) – фламандский писатель, поэт, автор пьес, сценариев к фильмам, эссе и радиопостановок. Йохан Дэне – псевдоним Хермана Тьери. Его самые известные работы – роман «Лестница из камня и облаков» (De trap van steen en wolken) (1942), «Мужчина, который коротко постригся» (De man die zijn haar kort liet knippen) (1947) и «Поезд во власти инерции» (De trein der traagheid) (1950). Пионер в литературном направлении «магический реализм» в Бельгии и его теоретик.

## Биография
Псевдоним писателя происходит от сочетания названия департамента «Эна» (Aisne) на севере Франции (откуда были родом его предки) и имени баснописца Жана де Лафонтена (Jean de la Fontaine), которым писатель восхищался, и поэтому решил назвать себя нидерландским вариантом имени Jean, т.е. Johan (Йохан). Отец Йохана, Лео Мишель Тьери, был преподавателем и учредителем детского естественнонаучного музея в Генте, который позже был назван в его честь (сейчас называется De wereld van Kina). Мать писателя, Мария Аугуста де Тае, преподавала в гентском училище для девочек, в котором и сам Дэне вёл уроки немецкого языка. У Дэне было два младших брата.
С 1918 по 1923 года Дэне учился в начальной школе, после чего в течение двух лет обучался техническим навыкам. С 1926 по 1930 год получал среднее специальное образование. Непродолжительное время работал конторским служащим на текстильной фабрике и готовился к сдаче экзаменов для поступления в университет. С 1930 года в течение пяти лет изучал экономику и славистику в гентском университете. За годы обучения славистике овладел русским, польским и чешским языками. Дэне интересовался Россией и симпатизировал коммунистическим идеям. В 1935 году писатель вместе с нобелевским лауреатом Жюлем Борде и писателем Огюстом Вермейленом побывал в СССР в составе научной экспедиции. Результатом поездки стал репортаж под заголовком «Пыль на Кремле» (Stof op het Kremlin, 1935), опубликованный в социалистической газете «Вперёд» (Vooruit). В отчёте Дэне выражал симпатию российскому народу и новому обществу.
С 1935 по 1936 год служил в армии артиллеристом, после чего преподавал немецкий язык в городском педагогическом институте в Генте и нидерландский язык в институте социальных наук в Брюсселе; занимал пост заместителя директора в Союзе строительной промышленности в Брюсселе (до 1944 года). В 1936 году окончил аспирантуру по направлению экономика.
В мае 1940 года младшего лейтенанта запаса Дэне отправили во Францию в качестве офицера связи. 5 августа ушёл в запас. Присоединился к организации сопротивления «Фронт независимости» и распространял брошюры и нелегальные газеты. В 1944 году вступил в коммунистическую партию Бельгии и был в её составе до 1946 года. После окончания войны был призван в армию как лейтенант, но вскоре демобилизован.
В 1944 женился на Полли ван Дейк, у них родился сын Эверт и дочь Фредерика, которая, однако, умерла спустя три месяца. Через 13 лет Дэне разорвал отношения с Полли и вступил в брак с Марте Кинопен. В 1945-1977 года занимал должность главного библиотекаря в гентской городской библиотеке. После Международного конгресса деятелей культуры в защиту мира, прошедшего во Вроцлаве в 1948 году, расположенность Дэне к коммунизму ослабла. По его мнению, коммунизм стал авторитарным и догматическим. В этом же году он написал историю русской литературы с хрестоматией «От ничего до хорошо» (Van Nitsjevo tot Chorosjo, 1948). Писатель не раз был членом жюри мировых кинофестивалей, проходивших в Брюсселе и в Кнокке, а также работал администратором в бельгийской фильмотеке. В 1967 году стал членом Королевской фламандской академии языкознания и литературоведения. Умер в Генте, 9 августа 1978 года.

## Творчество
В 1937 начал издавать журнал о поэзии «Тройка треф» (Klaver(en)drie) вместе с Марселем Колем и Люком ван Брабантом, до 1947 года. Также работал редактором в журналах «Работа» (Werk) и «Новый фламандский журнал» (Nieuw Vlaams Tijdschrift). Первый роман писателя, написанный в духе магического реализма, «Лестница из камня и облаков» (De trap van steen en wolken) был опубликован в 1942 году. В 1947 году вышел в свет роман «Мужчина, который коротко постригся» (De man die zijn haar kort liet knippen). Книгу в 1965 году экранизировал Андре Дельво.
1950 год был ознаменован выходом третьего знакового произведения писателя – новеллы «Поезд во власти энергии» (De trein der traagheid). Изначально новелла входила в сборник рассказов «Тринадцать человек за столом» (Met dertien aan tafel) и только в 1963 году была опубликована отдельным изданием. В 1968 году Андре Дельво снял фильм на основе сюжета новеллы.
В 1958 году Дэне написал эссе «Литература и магия» (Letterkunde en magie), в котором излагает основы магического реализма. Новеллы и рассказы были собраны в сборники «Тени вокруг настольной лампы» (Schimmen om een schemerlamp) (1947), «Шесть домино для женщин» (Zes domino's voor vrouwen) (1944), «Четверо благих влюблённых» (De vier heilsgeliefden) (1955). Любовь к литературе и кинематографу вдохновила автора на создание трудов о «фильматическом искусстве» (filmatiek). Этот термин, придуманный самим Дэне, даёт определение особому жанру литературы, который описывает фильмы и соединяет кинокритику с литературой. Дэне написал несколько книг в этом жанре, среди которых трёхтомный и четырёхъязычный труд «Фильмографический словарь мировой литературы» (Filmografisch lexicon der wereldlitteratuur) (1971,1975,1978), «Фильм как жизненное искусство» (De film als levenskunst) (1956), «О старых и новых фильмах: вещи, которые не проходят мимо» (Over oude en nieuwe rolprenten: de dingen die niet voorbijgaan) (1980).
В 1947 году Дэне перевёл стихотворение Мережковского «Не думала ли ты…» и стихотворение Бунина «С обезьяной» на нидерландский язык. Практически все романы Дэне переведены на множество европейских языков, в том числе на французский и немецкий языки. Писатель стал обладателем нескольких важных премий, среди которых трёхгодичная государственная награда в номинации «пьесы» (1951), литературная награда города Гента (1954) за сборник стихов «Пряности-на-балке: стихотворения» (1954) и международная награда города Минден (Германия) за всё творчество писателя (1967).